# Segunda División de Chile 1952
El Campeonato Nacional de Fútbol de la Segunda División de 1952 fue el primer torneo disputado de la segunda categoría del fútbol profesional chileno. Contó con la participación de ocho equipos que provenían de la División de Honor Amateur, con excepción de Palestino.
El torneo se jugó en tres rondas con un sistema de todos contra todos y el campeón fue Palestino, que ascendió a Primera División al igual que el subcampeón, Rangers.

## Equipos
| Equipo              | Ciudad       |
| ------------------- | ------------ |
| América             | Rancagua     |
| Instituto O'Higgins | Rancagua     |
| Maestranza Central  | San Bernardo |
| Palestino           | Santiago     |
| Rangers             | Talca        |
| Santiago National   | Santiago     |
| Thomas Bata         | Peñaflor     |
| Trasandino          | Los Andes    |

## Clasificación
| Pos. | Equipo              | Pts. | PJ | G  | E | P  | GF | GC | Dif. | Clasificación 1953                                   |
| ---- | ------------------- | ---- | -- | -- | - | -- | -- | -- | ---- | ---------------------------------------------------- |
| 1    | Rangers (A)         | 28   | 21 | 11 | 6 | 4  | 38 | 26 | +12  | Final por el campeonato. Asciende a Primera División |
| 2    | Palestino (A)       | 28   | 22 | 11 | 6 | 5  | 41 | 31 | +10  | Final por el campeonato. Asciende a Primera División |
| 3    | Thomas Bata         | 24   | 21 | 10 | 4 | 7  | 35 | 27 | +8   |                                                      |
| 4    | Maestranza Central  | 22   | 21 | 7  | 8 | 6  | 29 | 26 | +3   |                                                      |
| 5    | América             | 21   | 21 | 7  | 7 | 7  | 35 | 31 | +4   |                                                      |
| 6    | Santiago National   | 19   | 21 | 8  | 3 | 10 | 41 | 41 | 0    |                                                      |
| 7    | Trasandino          | 16   | 21 | 5  | 6 | 10 | 35 | 44 | −9   |                                                      |
| 8    | Instituto O'Higgins | 12   | 21 | 4  | 4 | 13 | 27 | 55 | −28  |                                                      |

 Fuente: Goles son amores

## Final por el campeonato
Debido a la igualdad de puntaje en el primer lugar, y al no existir todavía la regla de la diferencia de goles, debió jugarse un partido de desempate entre Palestino y Rangers.
|       | POR   | Humberto Jara   |  |
|       | DEF   | Víctor Klein    |  |
|       | DEF   | René García     |  |
|       | MED   | Ismael Islami   |  |
|       | MED   | Miguel Flores   |  |
|       | MED   | Luis Maldonado  |  |
|       | DEL   | Luis Mayanés    |  |
|       | DEL   | Antonio Ciraolo |  |
|       | DEL   | Eduardo Zaror   |  |
|       | DEL   | Luis Guzmán     |  |
|       | DEL   | Luis Sarquis    |  |
| D. T. | D. T. | Antonio Ciraolo |  |

|       | POR   | Joaquín Valenzuela |  |
|       | DEF   | Miguel Pino        |  |
|       | DEF   | Carlos León        |  |
|       | MED   | Hugo Badilla       |  |
|       | MED   | Orlando Romero     |  |
|       | MED   | Hugo Iturriaga     |  |
|       | DEL   | Germán Aliste      |  |
|       | DEL   | Andrés Catalán     |  |
|       | DEL   | Héctor Avilés      |  |
|       | DEL   | Juan Pilonitis     |  |
|       | DEL   | Francisco Novoa    |  |
| D. T. | D. T. | Óscar Andrade      |  |

| 32' · 50' · 109' · 113' | Luis Sarquis Luis Mayanés Antonio Ciraolo Luis Guzmán | 1-1 2-2 3-2 4-2 |

| 1' · 41' | Héctor Avilés | 1-0 2-1 |

| 55' | Miguel Pino |

| Principal | Walter Manning |

|       | POR   | Humberto Jara   |  |
|       | DEF   | Víctor Klein    |  |
|       | DEF   | René García     |  |
|       | MED   | Ismael Islami   |  |
|       | MED   | Miguel Flores   |  |
|       | MED   | Luis Maldonado  |  |
|       | DEL   | Luis Mayanés    |  |
|       | DEL   | Antonio Ciraolo |  |
|       | DEL   | Eduardo Zaror   |  |
|       | DEL   | Luis Guzmán     |  |
|       | DEL   | Luis Sarquis    |  |
| D. T. | D. T. | Antonio Ciraolo |  |

|       | POR   | Joaquín Valenzuela |  |
|       | DEF   | Miguel Pino        |  |
|       | DEF   | Carlos León        |  |
|       | MED   | Hugo Badilla       |  |
|       | MED   | Orlando Romero     |  |
|       | MED   | Hugo Iturriaga     |  |
|       | DEL   | Germán Aliste      |  |
|       | DEL   | Andrés Catalán     |  |
|       | DEL   | Héctor Avilés      |  |
|       | DEL   | Juan Pilonitis     |  |
|       | DEL   | Francisco Novoa    |  |
| D. T. | D. T. | Óscar Andrade      |  |

| 32' · 50' · 109' · 113' | Luis Sarquis Luis Mayanés Antonio Ciraolo Luis Guzmán | 1-1 2-2 3-2 4-2 |

| 1' · 41' | Héctor Avilés | 1-0 2-1 |

| 55' | Miguel Pino |

| Principal | Walter Manning |

|       | POR   | Humberto Jara   |  |
|       | DEF   | Víctor Klein    |  |
|       | DEF   | René García     |  |
|       | MED   | Ismael Islami   |  |
|       | MED   | Miguel Flores   |  |
|       | MED   | Luis Maldonado  |  |
|       | DEL   | Luis Mayanés    |  |
|       | DEL   | Antonio Ciraolo |  |
|       | DEL   | Eduardo Zaror   |  |
|       | DEL   | Luis Guzmán     |  |
|       | DEL   | Luis Sarquis    |  |
| D. T. | D. T. | Antonio Ciraolo |  |

|       | POR   | Joaquín Valenzuela |  |
|       | DEF   | Miguel Pino        |  |
|       | DEF   | Carlos León        |  |
|       | MED   | Hugo Badilla       |  |
|       | MED   | Orlando Romero     |  |
|       | MED   | Hugo Iturriaga     |  |
|       | DEL   | Germán Aliste      |  |
|       | DEL   | Andrés Catalán     |  |
|       | DEL   | Héctor Avilés      |  |
|       | DEL   | Juan Pilonitis     |  |
|       | DEL   | Francisco Novoa    |  |
| D. T. | D. T. | Óscar Andrade      |  |

| 32' · 50' · 109' · 113' | Luis Sarquis Luis Mayanés Antonio Ciraolo Luis Guzmán | 1-1 2-2 3-2 4-2 |

| 1' · 41' | Héctor Avilés | 1-0 2-1 |

| 55' | Miguel Pino |

| Principal | Walter Manning |

|       | POR   | Humberto Jara   |  |
|       | DEF   | Víctor Klein    |  |
|       | DEF   | René García     |  |
|       | MED   | Ismael Islami   |  |
|       | MED   | Miguel Flores   |  |
|       | MED   | Luis Maldonado  |  |
|       | DEL   | Luis Mayanés    |  |
|       | DEL   | Antonio Ciraolo |  |
|       | DEL   | Eduardo Zaror   |  |
|       | DEL   | Luis Guzmán     |  |
|       | DEL   | Luis Sarquis    |  |
| D. T. | D. T. | Antonio Ciraolo |  |

|       | POR   | Joaquín Valenzuela |  |
|       | DEF   | Miguel Pino        |  |
|       | DEF   | Carlos León        |  |
|       | MED   | Hugo Badilla       |  |
|       | MED   | Orlando Romero     |  |
|       | MED   | Hugo Iturriaga     |  |
|       | DEL   | Germán Aliste      |  |
|       | DEL   | Andrés Catalán     |  |
|       | DEL   | Héctor Avilés      |  |
|       | DEL   | Juan Pilonitis     |  |
|       | DEL   | Francisco Novoa    |  |
| D. T. | D. T. | Óscar Andrade      |  |

| 32' · 50' · 109' · 113' | Luis Sarquis Luis Mayanés Antonio Ciraolo Luis Guzmán | 1-1 2-2 3-2 4-2 |

| 1' · 41' | Héctor Avilés | 1-0 2-1 |

| 55' | Miguel Pino |

| Principal | Walter Manning |

Palestino se coronó campeón de la Segunda División de Chile 1952.